# Aizi jezici
Aizi jezici, jedna od podskupina kru jezika, šire benue-kongoanske skupine, koja obuhvaća (3) jezika iz Obale Slonovače. 
Predstavljaju se jezici aproumu aizi, 6,500 govornika (1999 SIL), pripadnici ove etničke grupe svoj jezik nazivaju aproin; mobumrin aizi, 2,000 (1999 SIL). Imaju dva sela, Abraco i Abraniamiambo na laguni Ebrié; i tiagbamrin aizi, 9,000 (1999 SIL), u selima Tiagba, Nigui-Assoko, Nigui-Saff, Tiémié i Attoutou B (starija četvrt).

## Vanjske poveznice
- Ethnologue (14th)
- Ethnologue (15th)